# Kleinhau
Kleinhau is een plaats in de Duitse gemeente Hürtgenwald, deelstaat Noordrijn-Westfalen, en telt 610 inwoners (31 maart 2010).
Kleinhau ligt aan de Bundesstraße 399, daar waar een andere belangrijke weg naar Nideggen hiervan, in zuidoostelijke richting, aftakt. Over deze B 399 rijden op werkdagen lijnbussen naar Düren v.v..
Kleinhau is het meest centrale dorp van de gemeente Hürtgenwald. Mede daarom is het gemeentebestuur van die gemeente in het raadhuis in Kleinhau gevestigd. Ten westen van Kleinhau is op tijdens de oorlog verbrand bos een kleine nederzetting met nieuwe boerderijen gerealiseerd (zie Raffelsbrand).
Het dorp kent een reeds van de klassieke oudheid daterende traditie van houtskoolbranderij, en kleinschalige winning van leisteen en diverse metaalertsen. Al deze activiteiten eindigden tijdens de Tweede Wereldoorlog.
Ook Kleinhau is in de Tweede Wereldoorlog, tijdens de Slag om het Hürtgenwald, in de periode 2-8 november 1944 geheel verwoest. Veel dorpelingen kwamen hierbij om het leven of raakten gewond. Na de oorlog is het dorp heropgebouwd. Ten zuiden van Kleinhau, bij Hürtgen ligt een van de twee oorlogskerkhoven in de gemeente.
Bij Kleinhau, aan de weg naar Brandenberg, bestaat het 1800 m lange circuit Am Raffelsberg, waar de motorcrosssport kan worden beoefend.
Niet ver ten westen van Kleinhau ligt de stuwdam met stuwmeer Wehebachtalsperre. Deze dient de drinkwater- en elektriciteitsvoorziening en de waterhuishouding. Watersport op het stuwmeer is niet toegestaan. Wel kan men eromheen wandelen of fietsen.

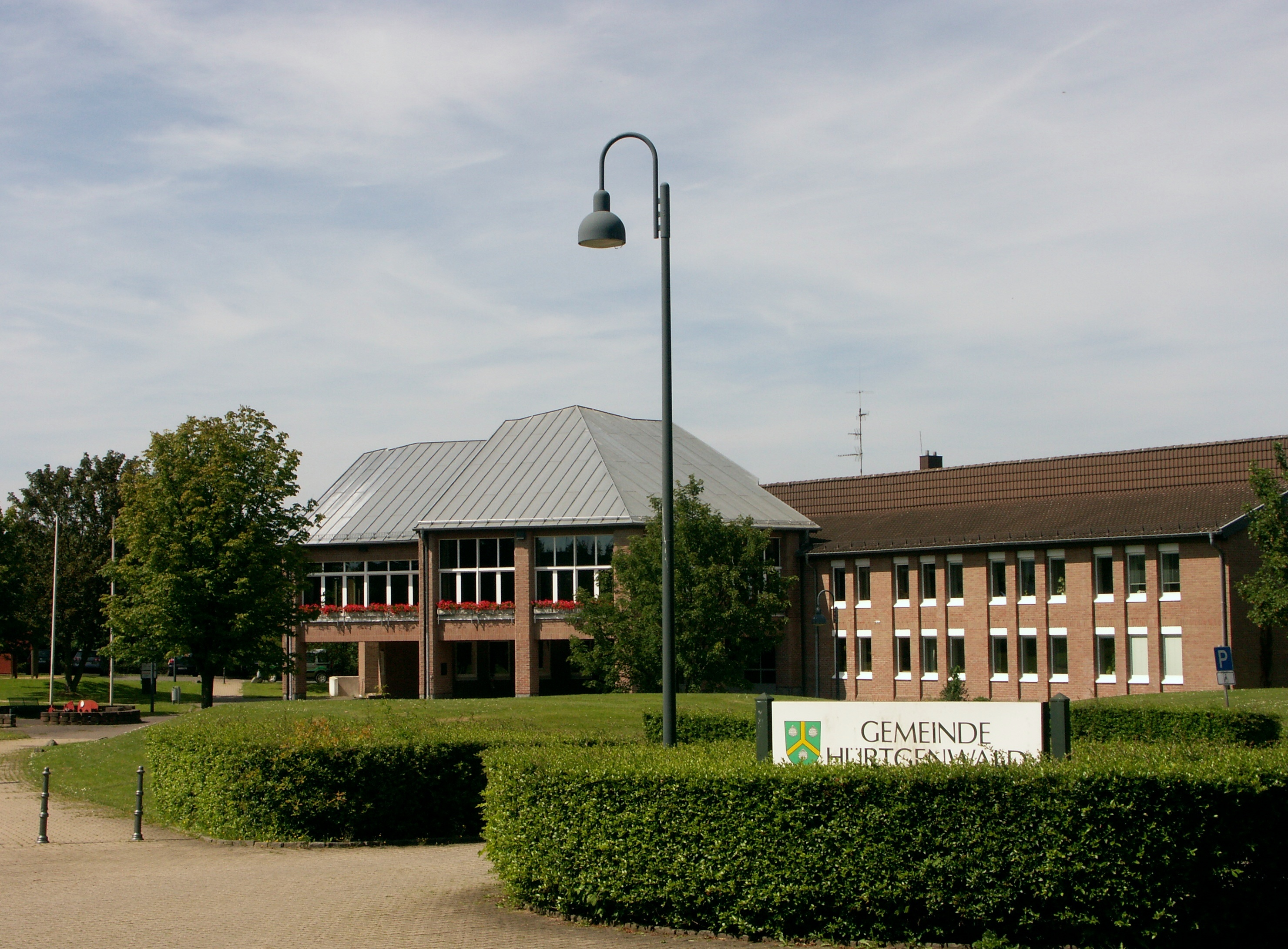
Gemeentehuis
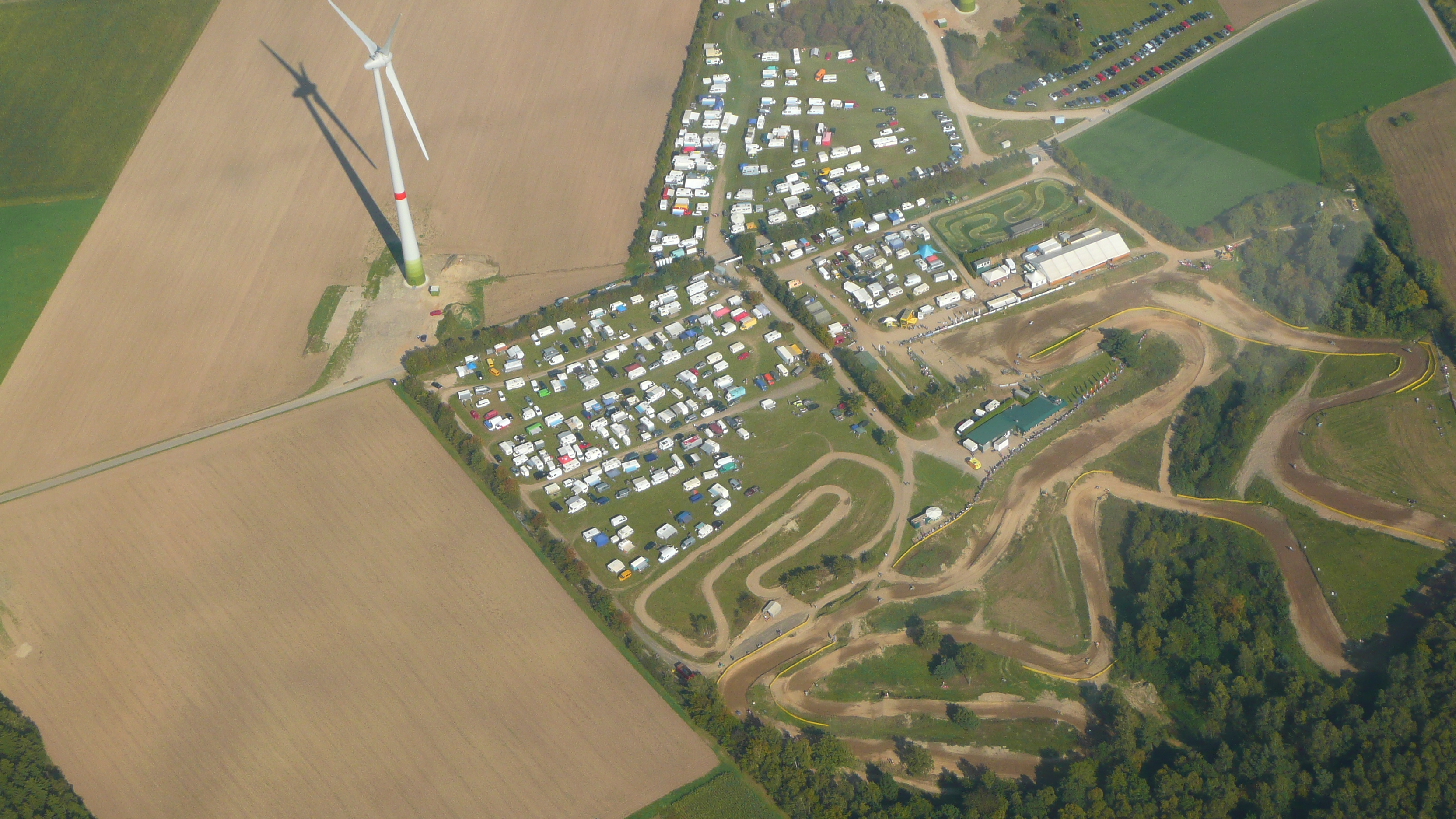
Motorcrosscircuit bij Kleinhau
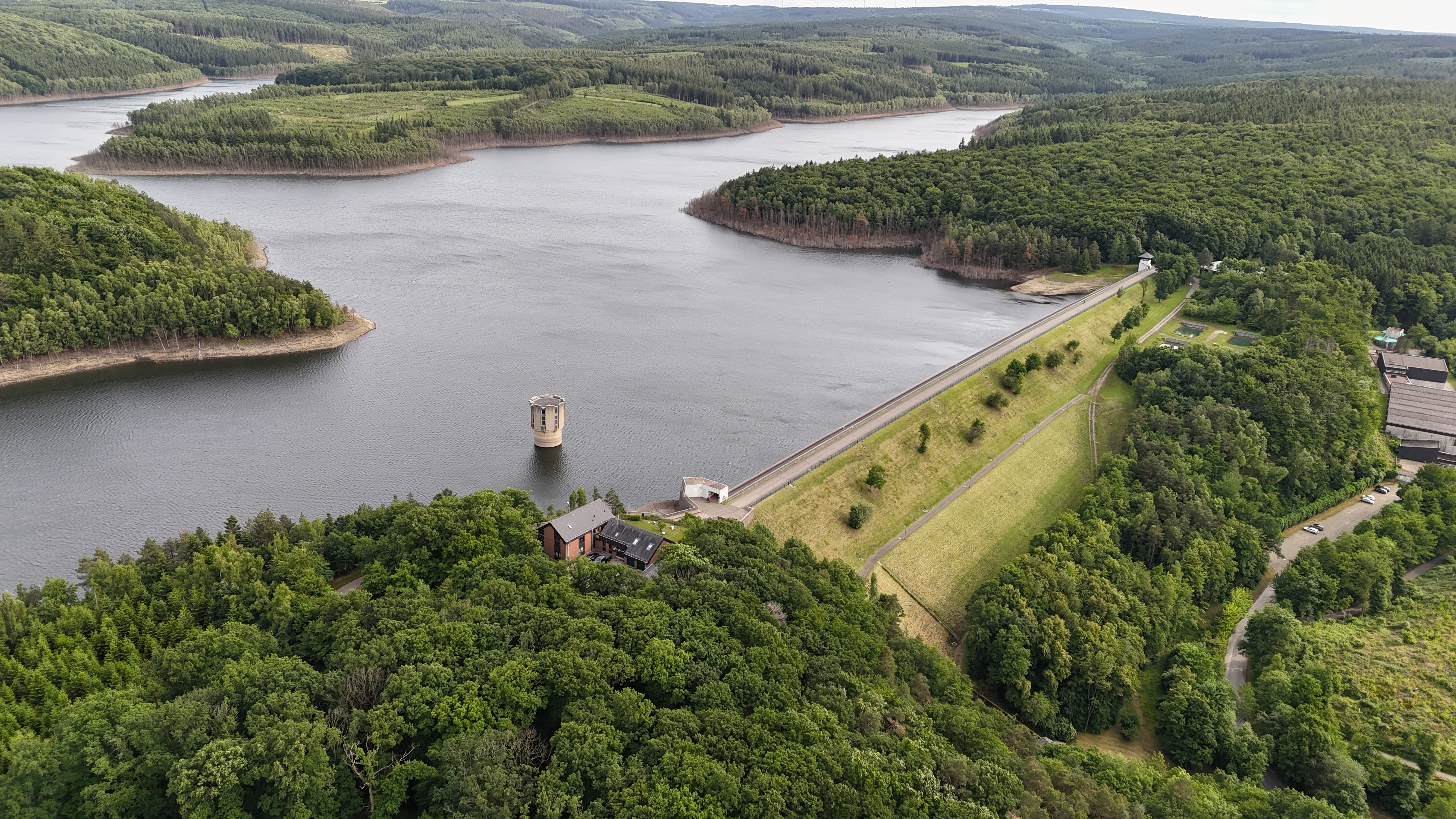
Wehebachtalsperre (1)
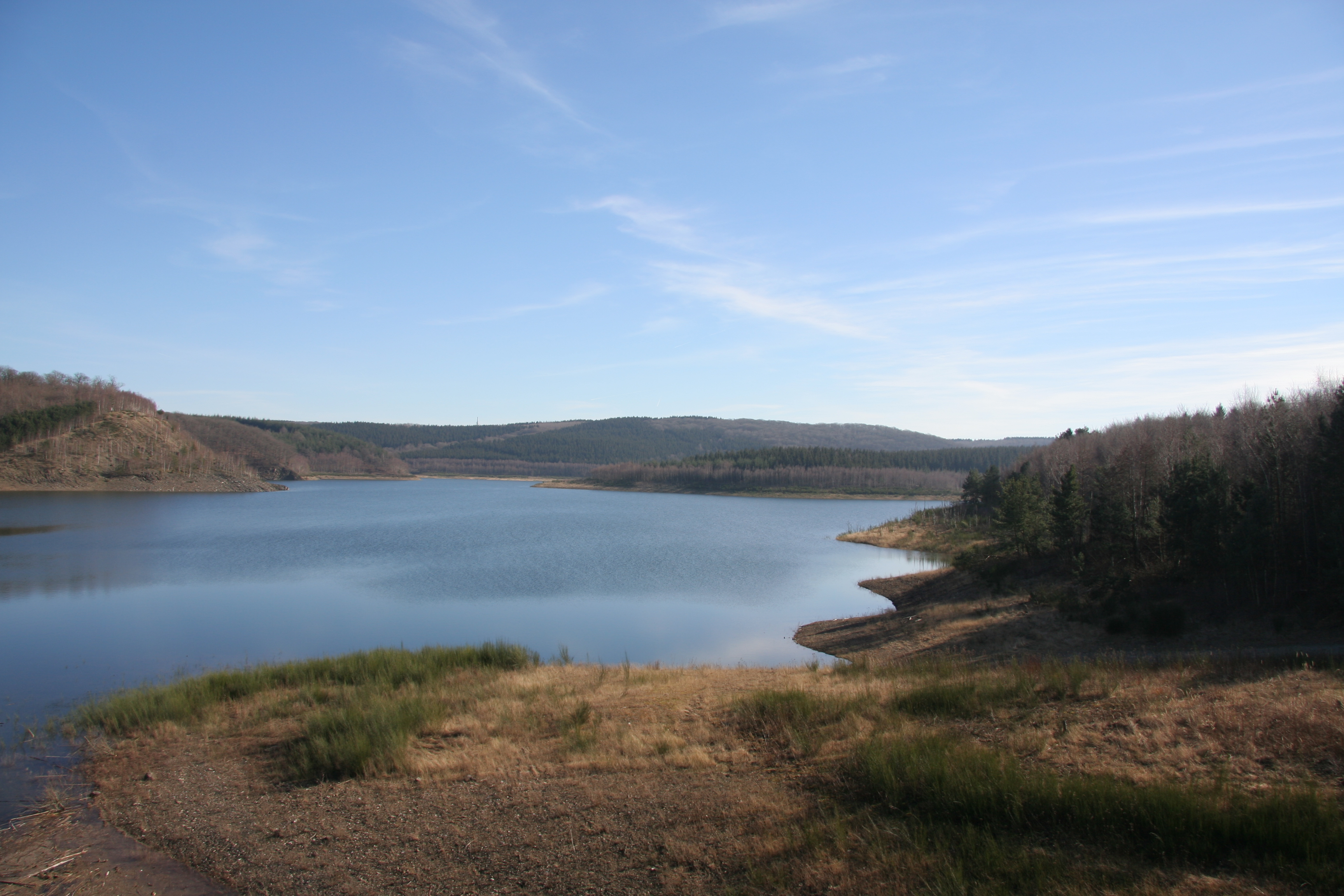
Wehebachtalsperre (2)
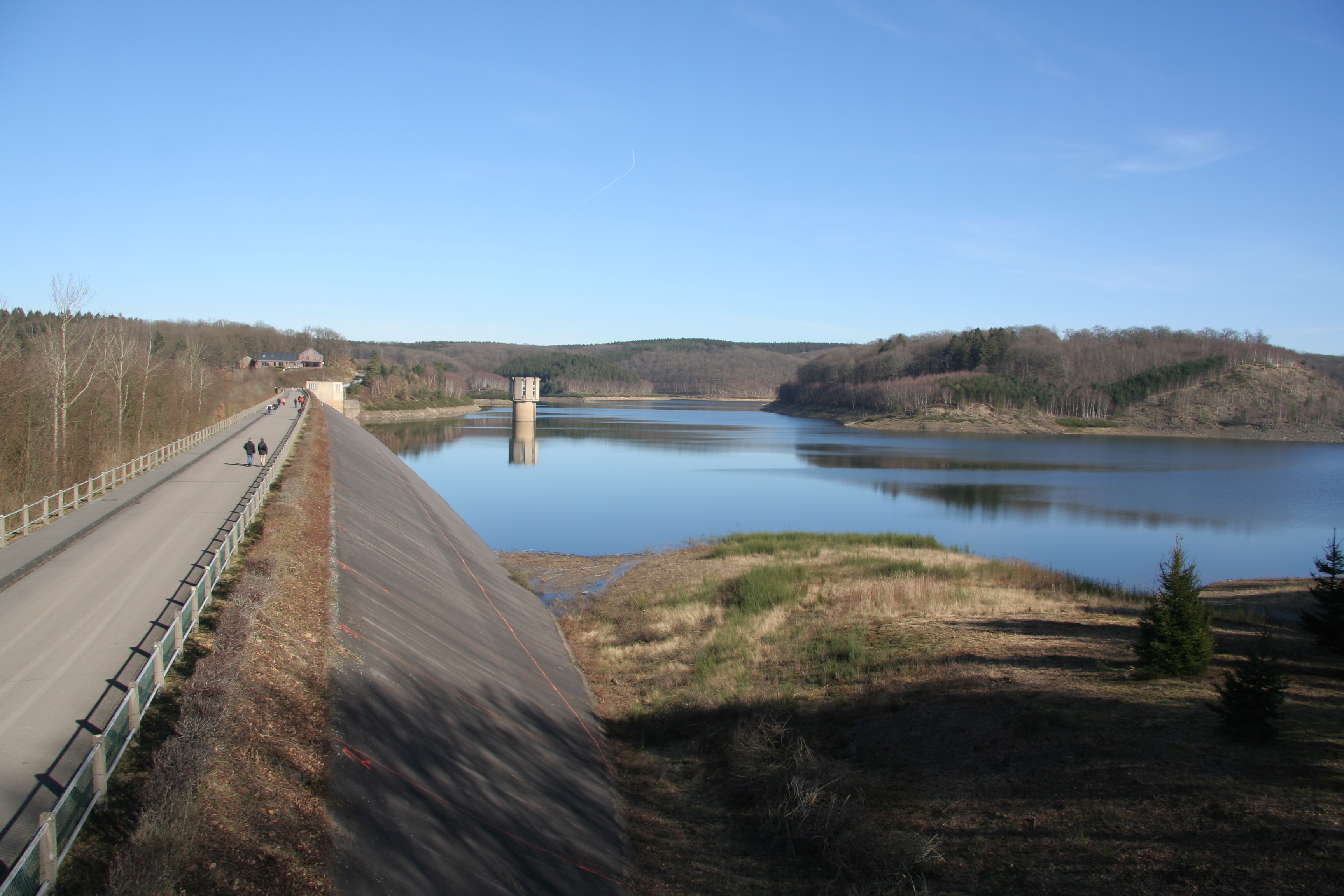
Wehebachtalsperre (stuwdam)